# Sf 38(t) ausf K
A Grille sorozat legelső tagja, a náci Németország által gyártott önjáró löveg, amely a Panzer 38(t) könnyű tank vázára épült.

## Tervezés
A Grillét először a BMM által fejlesztett új önjáró alváz felhasználására rendelték meg. Később a háborús körülmények miatt mégis a Panzer 38(t) alvázát használták fel, mely nagy számban állt rendelkezésre, gyártása könnyű és olcsó volt, gyártókapacitást pedig az elfoglalt cseh üzemek adtak hozzá. A BMM a frontról javításra visszatérő Pz 38(t) harckocsik egy részét átalakította Hetzer páncélvadásszá, más részét Grille önjáró löveggé. Innen a típusneve: Sf (Selbstfahrlafette) 38(t) ausf K. A szabványos alvázra új felépítményt készítettek a küzdőtér elhelyezésére, amely egészen a motortér fölé nyúlt, hogy helyet biztosítson a sIG 33/1-es L/12-es nehézlövegeknek és a 15 lövedékből álló lőszerkészletnek.

## Alkalmazás
90 db-ot gyártottak 1943 februárja és áprilisa között. Az összes Grillét az 1943-ban Oroszországban, Tunéziában, Olaszországban és Franciaországban szolgáló páncélgránátos zászlóaljak nehéz lövész-rohamlövegütegei kapták meg. 1944 júniusában a D-napi partraszállás idején a Grille még szolgálatban állt a 2. páncéloshadosztály 38. páncélos-nehézlövész rohamlöveg-osztályainál Normandiában.

## Harctéri tulajdonságok
A Praga EPA/2-es motor négy sebességi fokozattal hajtott előre és eggyel hátra, és 35 km/h csúcssebességet nyújtott a járműnek. Mint az 1942 előtti rohamlövegek esetében, a kezelőszemélyzet itt is nyitott küzdőtérben kapott helyet. Közelharcfegyverzete az MG-34-es géppuska, amellyel gyalogsági támadások ellen védekezhettek az ellenséges páncéltörő-rajokkal szemben. Közelharcra azonban ritkán került sor, hiszen a vonalak mögül tüzeltek, akár a korábbi vontatott, fogatolt tüzérség.